# Unterreuten (Eisenberg)
Unterreuten ist ein Gemeindeteil von Eisenberg im schwäbischen Landkreis Ostallgäu in Bayern. Der Weiler liegt circa zwei Kilometer südöstlich von Eisenberg und ist über die Staatsstraße 2008 zu erreichen.

## Ehemaliges Baudenkmal
Siehe: Liste der Baudenkmäler in Eisenberg (Allgäu)#Ehemalige Baudenkmäler